# Oligia modica
Oligia modica là một loài bướm đêm trong họ Noctuidae.